# Liste der Flughäfen und Flugplätze in Peru

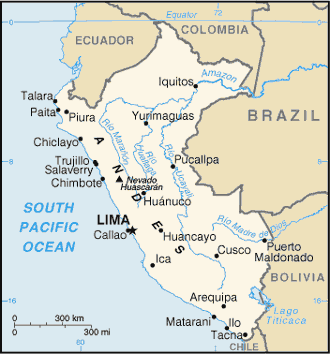
Karte von Peru

Die Liste der Flughäfen und Flugplätze in Peru zeigt die Flughäfen und Flugplätze des südamerikanischen Staates Peru, geordnet nach Orten.

## Flughäfen
Peru hat 234 Flughäfen und Flugplätze, davon sind 5 Internationale Flughäfen mit Linienverkehr, 20 Regionalflugplätze mit Linienverkehr, 63 Regionalflugplätze ohne Linienverkehr und 5 Militärflugplätze.
Also insgesamt 93 Flughäfen und -plätze, davon 25 mit Linienverkehr.
Namen in Fettschrift zeigen regelmäßigen Linienverkehr an.
| Ort                                        | Region        | ICAO-Code | IATA-Code | Name des Flughafens                                               | Koordinaten                  |
| ------------------------------------------ | ------------- | --------- | --------- | ----------------------------------------------------------------- | ---------------------------- |
| Internationale Flughäfen mit Linienverkehr |               |           |           |                                                                   |                              |
| Arequipa                                   | Arequipa      | SPQU      | AQP       | Rodríguez Ballón International Airport                            | 16° 20′ 25″ S, 71° 34′ 0″ W  |
| Chiclayo                                   | Lambayeque    | SPHI      | CIX       | FAP Captain José Abelardo Quiñones González International Airport | 6° 47′ 15″ S, 79° 49′ 40″ W  |
| Cusco                                      | Cusco         | SPZO      | CUZ       | Alejandro Velasco Astete International Airport                    | 13° 32′ 8″ S, 71° 56′ 37″ W  |
| Lima / Callao                              | Callao        | SPJC      | LIM       | Jorge Chávez International Airport                                | 12° 1′ 19″ S, 77° 6′ 52″ W   |
| Trujillo                                   | La Libertad   | SPRU      | TRU       | Cap. FAP Carlos Martínez de Pinillos International Airport        | 8° 4′ 50″ S, 79° 6′ 30″ W    |
| Regionalflugplätze mit Linienverkehr       |               |           |           |                                                                   |                              |
| Andoas                                     | Loreto        | SPAS      |           | Alférez FAP Alfredo Vladimir Sara Bauer Airport                   | 2° 47′ 45″ S, 76° 28′ 0″ W   |
| Atalaya                                    | Ucayali       | SPAY      | AYX       | Tnte. Gral. Gerardo Pérez Pinedo Airport                          | 10° 43′ 45″ S, 73° 46′ 0″ W  |
| Ayacucho                                   | Ayacucho      | SPHO      | AYP       | Coronel FAP Alfredo Mendívil Duarte Airport                       | 13° 9′ 15″ S, 74° 12′ 15″ W  |
| Caballococha                               | Loreto        | SPBC      | LHC       | Caballococha Airport                                              | 3° 55′ 0″ S, 70° 30′ 30″ W   |
| Cajamarca                                  | Cajamarca     | SPJR      | CJA       | Mayor General FAP Armando Revoredo Iglesias Airport               | 7° 8′ 25″ S, 78° 29′ 20″ W   |
| Chachapoyas                                | Amazonas      | SPPY      | CHH       | Chachapoyas Airport                                               | 6° 12′ 5″ S, 77° 51′ 2″ W    |
| Colonia Angamos                            | Loreto        | SPDN      |           | Colonia Angamos Airport                                           | 5° 8′ 15″ S, 72° 52′ 5″ W    |
| Contamana                                  | Loreto        | SPCM      | CTF       | Contamana Airport                                                 | 7° 20′ 8″ S, 74° 59′ 35″ W   |
| San Antonio del Estrecho                   | Loreto        | SPEE      |           | El Estrecho Airport                                               | 2° 27′ 10″ S, 72° 40′ 20″ W  |
| Huánuco                                    | Huánuco       | SPNC      | HUU       | Alférez FAP David Figueroa Fernandini Airport                     | 9° 52′ 45″ S, 76° 12′ 20″ W  |
| Ilo                                        | Moquegua      | SPLO      | ILQ       | Ilo Airport                                                       | 17° 41′ 45″ S, 71° 20′ 35″ W |
| Iquitos                                    | Loreto        | SPQT      | IQT       | Coronel FAP Francisco Secada Vignetta International Airport       | 3° 47′ 5″ S, 73° 18′ 30″ W   |
| Jaén                                       | Cajamarca     | SPJE      | JAE       | Jaén Airport                                                      | 5° 35′ 35″ S, 78° 46′ 2″ W   |
| Jauja                                      | Junín         | SPJJ      | JAU       | Francisco Carle Airport                                           | 11° 47′ 0″ S, 75° 28′ 25″ W  |
| Juanjuí                                    | San Martín    | SPJI      | JJI       | Juanjuí Airport                                                   | 7° 10′ 10″ S, 76° 43′ 45″ W  |
| Juliaca                                    | Puno          | SPJL      | JUL       | Inca Manco Cápac International Airport                            | 15° 28′ 0″ S, 70° 9′ 30″ W   |
| Mazamari                                   | Junín         | SPMF      | MZA       | Mayor Pnp Nancy Flore Airport                                     | 11° 19′ 30″ S, 74° 32′ 10″ W |
| Nasca                                      | Ica           | SPZA      | NZC       | Maria Reiche Neuman Airport                                       | 14° 51′ 15″ S, 74° 57′ 40″ W |
| Piura                                      | Piura         | SPUR      | PIU       | Cap. FAP Guillermo Concha Iberico International Airport           | 5° 12′ 20″ S, 80° 37′ 0″ W   |
| Pucallpa                                   | Ucayali       | SPCL      | PCL       | FAP Captain David Abensur Rengifo International Airport           | 8° 22′ 40″ S, 74° 34′ 27″ W  |
| Puerto Maldonado                           | Madre de Dios | SPTU      | PEM       | Padre Aldamiz International Airport                               | 12° 36′ 49″ S, 69° 13′ 43″ W |
| Rio Santiago                               | Amazonas      |           |           | Galilea Airport                                                   | 4° 1′ 50″ S, 77° 45′ 30″ W   |
| Rioja                                      | San Martín    | SPJA      | RIJ       | Juan Simons Vela Airport                                          | 6° 4′ 5″ S, 77° 9′ 35″ W     |
| Rodríguez de Mendoza                       | Amazonas      | SPLN      | RIM       | San Nicolas Airport                                               | 6° 23′ 30″ S, 76° 33′ 40″ W  |
| San Lorenzo                                | Loreto        | SPQM      |           | San Lorenzo Airport                                               | 4° 49′ 25″ S, 76° 33′ 40″ W  |
| Santa María de Nieva                       | Amazonas      | SPAC      |           | Ciro Alegria Airport                                              | 4° 36′ 35″ S, 77° 56′ 30″ W  |
| Tacna                                      | Tacna         | SPTN      | TCQ       | Crnl. FAP Carlos Ciriani Santa Rosa International Airport         | 18° 3′ 5″ S, 70° 16′ 30″ W   |
| Talara                                     | Piura         | SPYL      | TYL       | Cap. FAP Victor Montes Arias Airport                              | 4° 34′ 35″ S, 81° 15′ 14″ W  |
| Tarapoto                                   | San Martín    | SPST      | TPP       | Cad. FAP Guillermo del Castillo Paredes Airport                   | 6° 30′ 30″ S, 76° 22′ 25″ W  |
| Tingo María                                | Huánuco       | SPGM      | TGI       | Tingo María Airport                                               | 9° 17′ 15″ S, 76° 0′ 18″ W   |
| Tumbes                                     | Tumbes        | SPME      | TBP       | Cap. FAP Pedro Canga Rodríguez Airport                            | 3° 33′ 5″ S, 80° 22′ 55″ W   |
| Yurimaguas                                 | Loreto        | SPMS      | YMS       | Moisés Benzaquén Rengifo Airport                                  | 5° 53′ 37″ S, 76° 7′ 5″ W    |
| Regionalflugplätze ohne Linienverkehr      |               |           |           |                                                                   |                              |
| Alerta                                     | Ucayali       | SPAR      | ALD       | Alerta Airport                                                    | 11° 39′ 0″ S, 69° 13′ 45″ W  |
| Andahuaylas                                | Apurímac      | SPHY      | ANS       | Andahuaylas Airport                                               | 13° 42′ 30″ S, 73° 21′ 5″ W  |
| Anta / Huaraz                              | Ancash        | SPHZ      | ATA       | Comandante FAP Germán Arias Graziani Airport                      | 9° 20′ 50″ S, 77° 35′ 55″ W  |
| Distrikt Atico                             | Arequipa      | SPOY      |           | Atico Airport                                                     | 16° 14′ 0″ S, 73° 36′ 15″ W  |
| Breu                                       | Ucayali       | SPPB      |           | Tipishsa Airport                                                  | 16° 14′ 0″ S, 72° 45′ 25″ W  |
| Cajabamba                                  | Cajamarca     | SPJB      |           | Pampa Grande Airport                                              | 7° 36′ 50″ S, 78° 3′ 40″ W   |
| Chilca                                     | Lima          | SPLX      |           | Flugplatz Lib Mandi                                               | 12° 23′ 20″ S, 76° 45′ 30″ W |
| Chimbote                                   | Ancash        | SPEO      | CHM       | Tnte. FAP Jaime Montreuil Morales Airport                         | 9° 9′ 0″ S, 78° 31′ 25″ W    |
| Ciudad Constitución                        | Pasco         | SPCC      |           | Ciudad Constitución Airport                                       | 9° 51′ 50″ S, 75° 0′ 25″ W   |
| Corrientes                                 | Loreto        | SPDR      |           | Trompeteros Airport                                               | 3° 48′ 20″ S, 75° 2′ 20″ W   |
| Cuajone                                    | Moquegua      | SPDS      |           | Cuajone Botiflaca Airport                                         | 17° 4′ 15″ S, 70° 46′ 15″ W  |
| Espinar                                    | Cusco         | SPIY      |           | Yauri Airport                                                     | 14° 47′ 40″ S, 71° 25′ 55″ W |
| Güeppi                                     | Loreto        | SPGP      |           | Güeppi Airport                                                    | 14° 47′ 40″ S, 75° 15′ 0″ W  |
| Huamachuco                                 | La Libertad   |           |           | Huamachuco Airport                                                | 7° 49′ 5″ S, 78° 1′ 45″ W    |
| Iberia                                     | Madre de Dios | SPBR      | IBP       | Iberia Airport                                                    | 11° 24′ 35″ S, 69° 29′ 25″ W |
| Ica                                        | Ica           | SPLH      |           | Flugplatz Las Dunas                                               | 14° 2′ 10″ S, 75° 45′ 35″ W  |
| Iñapari                                    | Madre de Dios | SPIN      |           | Iñapari Airport                                                   | 10° 58′ 45″ S, 69° 33′ 35″ W |
| Jeberos                                    | Loreto        | SPBS      |           | Bellavista Airport                                                | 5° 17′ 20″ S, 76° 17′ 20″ W  |
| Kiteni                                     | Cusco         | SPQI/SPKI |           | Kiteni Airport                                                    | 12° 38′ 55″ S, 73° 2′ 12″ W  |
| Las Malvinas                               | Cusco         | SPWT      | VVN       | Las Malvinas/Echarate Airport                                     | 11° 51′ 0″ S, 72° 56′ 25″ W  |
| Manú                                       | Madre de Dios | SPNU      |           | Manú Airport                                                      | 12° 17′ 20″ S, 70° 53′ 25″ W |
| Pampa Melchorita (Cañete)                  | Lima          | SPRR      |           | Revalora Aerodrome                                                | 13° 13′ 38″ S, 76° 16′ 16″ W |
| Mollebamba                                 | La Libertad   | SPTO      |           | Tulpo Airport                                                     | 8° 7′ 35″ S, 77° 59′ 15″ W   |
| Mollendo                                   | Arequipa      | SPDO      |           | Mollendo Airport                                                  | 17° 2′ 45″ S, 71° 58′ 50″ W  |
| Moquegua                                   | Moquegua      | SPEQ      |           | Cesar Torque Podesta Airport                                      | 17° 10′ 45″ S, 70° 55′ 50″ W |
| Distrikt Mollebamba                        | San Martín    | SPBB      | MBP       | Moyobamba Airport                                                 | 6° 1′ 15″ S, 76° 59′ 15″ W   |
| Nuevo Mundo                                | Cusco         | SPNM      |           | Nuevo Mundo Airport                                               | 11° 33′ 0″ S, 73° 8′ 35″ W   |
| Orcopampa                                  | Arequipa      | SPOR      |           | Orcopampa Airport                                                 | 15° 18′ 45″ S, 72° 21′ 0″ W  |
| Pacasmayo                                  | La Libertad   | SPYO      |           | Pacasmayo Airport                                                 | 7° 24′ 50″ S, 79° 34′ 13″ W  |
| Pataz                                      | La Libertad   | SPGL      |           | Chagual Airport                                                   | 7° 47′ 50″ S, 77° 39′ 5″ W   |
| Pias                                       | La Libertad   | SPIS      |           | Pias Airport                                                      | 7° 55′ 25″ S, 77° 31′ 31″ W  |
| Pisco                                      | Ica           | SPSO      | PIO       | Capitán FAP Renán Elías Olivera Airport                           | 13° 44′ 42″ S, 76° 13′ 15″ W |
| Punta Sal / Máncora                        | Tumbes        | SPWB      | PTL       | Walter Braedt Segú Aerodrome                                      | 4° 5′ 12″ S, 81° 1′ 32″ W    |
| Esperanza                                  | Ucayali       | SPEP      |           | Puerto Esperanza Airport                                          | 9° 46′ 57″ S, 70° 42′ 25″ W  |
| Quince Mil                                 | Cusco         | SPIL      | UMI       | Quince Mil Airport                                                | 13° 13′ 55″ S, 70° 45′ 10″ W |
| Quiruvilca                                 | La Libertad   | SPGA      |           | Pata de Gallo Airport                                             | 7° 59′ 0″ S, 78° 16′ 0″ W    |
| Requena                                    | Loreto        | SPQN      | REQ       | Requena Airport                                                   | 5° 4′ 35″ S, 73° 51′ 25″ W   |
| San Ramón                                  | Junín         | SPRM      |           | Capitán FAP Leonardo Alvariño Herr Airport                        | 11° 7′ 4″ S, 75° 21′ 2″ W    |
| San Rafael                                 | Puno          | SPRF      |           | San Rafael Airport                                                | 14° 16′ 55″ S, 70° 22′ 50″ W |
| Santa Rosa                                 | Ayacucho      |           |           | Palmapampa Airport                                                | 12° 45′ 50″ S, 73° 39′ 10″ W |
| Saposoa                                    | San Martín    | SPOA      |           | Saposoa Airport                                                   | 6° 57′ 25″ S, 76° 46′ 10″ W  |
| Satipo                                     | Junín         | SPIP      | SFK       | Satipo Airport                                                    | 11° 15′ 45″ S, 74° 38′ 52″ W |
| Sepahua                                    | Ucayali       | SPSE      |           | Sepahua Airport                                                   | 11° 8′ 35″ S, 73° 2′ 0″ W    |
| Tahuanía                                   | Ucayali       | SPBL      |           | Bolognesi Airport                                                 | 10° 1′ 45″ S, 73° 56′ 30″ W  |
| Tocache                                    | San Martín    | SPCH      | TCG       | Tocache Airport                                                   | 8° 11′ 43″ S, 76° 31′ 45″ W  |
| Tocache                                    | San Martín    | SPPN      |           | Palmas Del Espino Airport                                         | 8° 20′ 40″ S, 76° 29′ 22″ W  |
| Toquepala                                  | Tacna         | SPTQ      |           | Toquepala Airport                                                 | 17° 17′ 58″ S, 70° 39′ 15″ W |
| Uchiza                                     | San Martín    | SPIZ      | UCZ       | Uchiza Airport                                                    | 8° 28′ 25″ S, 76° 27′ 38″ W  |
| Vicco                                      | Pasco         | SPVI      |           | Vicco Airport                                                     | 10° 50′ 40″ S, 76° 14′ 50″ W |
| Vilcashuamán                               | Ayacucho      | SPVN      |           | Vilcashuamán Airport                                              | 13° 40′ 50″ S, 73° 55′ 30″ W |
| Vitor                                      | Arequipa      | SPVT      |           | Mayor FAP Guillermo Protset del Castillo Airport                  | 16° 25′ 30″ S, 71° 50′ 5″ W  |
| Militärflugplätze                          |               |           |           |                                                                   |                              |
| Lima                                       | Lima          | SPLP      |           | Las Palmas Air Base                                               | 12° 9′ 35″ S, 77° 0′ 0″ W    |
| Iquitos                                    | Loreto        | SPID      |           | Teniente Bergerie airport                                         | 3° 44′ 28″ S, 73° 15′ 42″ W  |
| La Joya                                    | Arequipa      | SPLC      |           | La Joya Air Base                                                  | 16° 47′ 30″ S, 71° 53′ 12″ W |
| Talara                                     | Piura         | SPTP      |           | El Pato Air Base                                                  | 4° 33′ 0″ S, 81° 13′ 27″ W   |
| San Juan de Marcona                        | Ica           | SPJN      | SJA       | San Juan de Marcona Airport                                       | 15° 21′ 10″ S, 75° 8′ 15″ W  |
| Geplanter Flughafen                        |               |           |           |                                                                   |                              |
| Chinchero                                  | Cusco         |           |           | Chinchero International Airport geplante Eröffnung 2026           | 13° 23′ 22″ S, 72° 4′ 19″ W  |